# Гильмаин, Офелия
Офелия Пуэрта Гильмаин (исп. Ofelia Puerta Guilmáin) (17 ноября 1921, Мадрид, Испания — 14 января 2005, Мехико, Мексика) — мексиканская актриса

## Биография
Родилась 17 ноября 1921 года в Мадриде. Также у актрисы были родные брат и сестра — оба трагически погибли в ходе Гражданской войны в Испании и будущей актрисе пришлось эмигрировать в Мексику. В мексиканском кинематографе дебютировала в 1941 году и с тех пор снялась в 70 работах в кино и телесериалах. В 1991 году получила почётную премию TVyNovelas в номинации «Лучшая выдающиеся актриса за телесериал Дни без луны».
Скончалась 14 января 2005 года в Мехико от пневмонии.

## Личная жизнь
Офелия Гильмаин была замужем дважды.
- Первым супругом актрисы был Лусило Гутьеррес. В этом браке родились четверо детей, двое из которых пошли по стопам своей мамы — Лусия Гильмаин (1938-2021) и Хуан Феррара (1943). Однако личная жизнь не сложилась и супруги развелись.
- Вторым супругом актрисы был Эдуардо Флореса де Меса, однако этот брак постиг ту же участь, что и первый — супруги развелись.